# Metropolitan Green Belt

El Metropolitan Green Belt (delimitado por líneas rojas en el mapa) rodea la ciudad de Londres.

El Metropolitan Green Belt o Cinturón Verde Metropolitano de Londres es un demarcación legalmente establecida e los alrededores de esa ciudad de Inglaterra. Comprende partes del Gran Londres y los seis condados metropolitanos (Berkshire, Buckinghamshire, Essex, Hertfordshire, Kent y Surrey), así como partes de dos de los tres distritos del pequeño condado de Bedfordshire y una pequeña área en la localidad de Copthorne, condado de Sussex Occidental. Según las estadísticas del gobierno de 2018, su área llega 513.860 hectáreas.

## Historia
Las primeras propuestas importantes para un cinturón verde se presentaron a partir de 1890, pero la London Society (LS) presentó la primera en obtener un apoyo generalizado en su Plan de desarrollo del Gran Londres de 1919. La LS, junto con la Campaign to Protect Rural England (CPRE), primero presionó por un cinturón (inicialmente de hasta dos millas de ancho) para prevenir la expansión urbana, más allá del cual podría ocurrir un nuevo desarrollo; esto no se realizó.
La primera base para el Cinturón Verde Metropolitano fue presentada por Herbert Morrison en el Consejo del Condado de Londres en 1934. Fue propuesta formalmente por el Comité de Planificación Regional del Gran Londres en 1935, "para proporcionar un suministro de reserva de espacios públicos abiertos y de áreas recreativas y para establecer un cinturón verde o un cinturón de espacios abiertos". Después de la aprobación de la Ley del Cinturón Verde de 1938, las autoridades locales electas responsables del área alrededor de Londres tardaron 14 años en definir el área en mapas a escala con cierta precisión.  
Sin embargo, las decisiones políticas en curso que se tomaron fueron aprobadas y arraigadas en un plan consultivo del Gran Londres preparado por Patrick Abercrombie en 1944 (que buscaba un cinturón de hasta 9,7 km de ancho). Las nuevas disposiciones para la compensación en la Ley de planificación urbana y rural de 1947 permitieron a las autoridades locales incorporar propuestas de cinturón verde en sus primeros planes de desarrollo. La codificación de la política del Cinturón Verde y su extensión a áreas distintas de Londres vino con la Circular 42/55 adjunta de Sandys instando al Secretario del Consejo de todas las autoridades de planificación local (implícitamente que no lo habían hecho ya) a establecer Cinturones Verdes "dondequiera que es deseable ... (a) para frenar el crecimiento de una gran área construida; (b) para evitar que las ciudades vecinas se fusionen entre sí; o (c) preservar el carácter especial de una ciudad ". Tras el establecimiento del cinturón alrededor de Londres, la retroalimentación recibida y las declaraciones y debates en la Cámara de los Comunes, otras autoridades de todo el país fueron igualmente alentadas en 1955 por el ministro Duncan Sandys para conformar un cinturón de todas las tierras no desarrolladas. En cuanto a Londres, estaba planeado para extenderse a terrenos no destinados a la construcción "de 7 a 10 millas de profundidad alrededor del área edificada del Gran Londres".
En el período de 1938-1950, la asignación de áreas de relleno dentro de Londres del Cinturón Verde continuó siendo destinada a viviendas y aquellas para "redondear" la forma de Londres como política oficial. Una consecuencia directa fue que cuando se rediseñó Londres (es decir, del condado de Londres de 1889 al Gran Londres) su área en 1965 se hizo cinco veces mayor. [8] Esta urbanización selectiva y alentada, junto con las ciudades nuevas, aseguró que las autoridades no necesitaran esperar una escasez de viviendas y fueron presionadas centralmente (y en algunos casos también presionadas localmente) para designar terrenos como Cinturón Verde Metropolitano con el fin de compensar la congestión y la contaminación consiguiente. El cinturón verde de Londres se amplió después de 1955, en algunos lugares a una distancia de 35 millas. El cinturón está sujeto a variaciones anuales menores y cubre un área aproximadamente tres veces el tamaño de Londres. Como el crecimiento exterior de Londres estaba firmemente restringido, los residentes que poseían propiedades más alejadas del área urbanizada también hicieron campaña a favor de esta política de restricción urbana, en parte para salvaguardar sus propias inversiones pero a menudo invocando el paradigma del pensamiento inglés que va desde John Ruskin hasta al menos John Betjeman, un argumento escénico / rústico que culpa de la mayoría de los males sociales a las influencias urbanas y que lleva a pocos jubilados a vivir en Londres. A mediados de 1971, consciente de las nuevas ciudades de Bedfordshire y Hertfordshire, el gobierno decidió extender el Cinturón Verde Metropolitano hacia el norte para incluir casi todo Hertfordshire. El Cinturón Verde Metropolitano ahora cubre partes de 68 distritos o distritos diferentes.

La extensión se ha llevado a cabo para abarcar grandes partes de Surrey Hills, Chiltern Hills y tres de las áreas conocidas como varios Wealds, incluido Epping Forest, ya que dicha extensión es anterior a ciertas protecciones en gran parte duplicadas que cubren esas áreas, particularmente las áreas de excepcional belleza natural. El rediseño incluye para transporte o infraestructura de ingeniería civil, vivienda e industria no agrícola, comercio minorista y ocio de amortiguación no verde o azul. En general, la agricultura y los usos recreativos al aire libre, incluidos los campos de golf y los depósitos de agua dulce (a menudo utilizados para navegar), pueden designarse como tierras de cinturón verde.
Todas las Autoridades Locales tienen la opción de liberación limitada de tierras del cinturón verde en sus Planes Locales, de acuerdo con las "circunstancias excepcionales" legalmente necesarias previstas por la Ley de 1955.